# Loser (Charlie Puth)
Loser è un singolo del cantante statunitense Charlie Puth, pubblicato il 7 ottobre 2022 come quarto estratto dal terzo album in studio Charlie.

## Descrizione
Il brano è stato descritto come rievocativo delle canzoni degli anni 2000 per il suo ritornello e per il bridge, ma anche ispirato agli anni '80 per la sua "sensibilità". Nel ritornello, l'artista gioca con le parole loser (perdente) e lose her (perdere lei); come rivelato da Puth in occasione di un'intervista, inizialmente la "lei" del brano era la sua etichetta discografica, ma ha successivamente compreso come la canzone potesse riferirsi anche a una relazione romantica.

## Video musicale
Il video musicale è stato reso disponibile in concomitanza con l'uscita del singolo.

## Classifiche
| Classifica (2022) | Posizione massima |
| ----------------- | ----------------- |
| Stati Uniti       | 121               |